# サラブレッド系種
サラブレッド系種（サラブレッドけいしゅ）とは、血統書紛失などで血統が不確かでサラブレッドの条件である三大始祖に遡れない馬。あるいはサラブレッドとアングロアラブ（アラ・サラ雑種）の掛け合わせでアラブ血量が25%未満の馬である。
単にサラブレッド系、サラ系などとも呼ぶ。
- サラブレッド × サラブレッド系種
- サラブレッド系種 × サラブレッド系種
- サラブレッド × アングロアラブ（アラブ系種）
- サラブレッド系種 × アングロアラブ（アラブ系種）
- 軽半種にサラブレッド種（あるいは同系種）を2代掛け合わせたもの

なお、JRAは競馬番組一般事項において、サラブレッドとサラブレッド系種を総称してサラブレッド系と称している。こちらもサラ系と略す場合がある。このため、サラブレッド系種をサラブレッド系、サラ系と呼ぶ場合は注意が必要な場合がある。

## 概要
サラブレッドという語が登場するのは早くても18世紀の終わりか、19世紀になってからとされている。それ以前は、ランニングホースと呼ばれていた。しかし人間の都合で作られたサラブレッドは、イギリスではこの馬の血統を記録したジェネラルスタッドブックが刊行され、やがて同書がサラブレッドの血統の権威となった。同書では1836年の版で初めて「サラブレッド」という語が登場する。
日本への洋種馬の本格的な導入は、記録が不明確ではあるものの、幕末から明治初期の19世紀半ばから始まっており、この時代に持ち込まれた馬の中にはサラブレッドであると記録されているものもある。日露戦争（1904-1905年）を経て明治末期には日本国内でも本格的な馬産・競馬が行われるようになったが、早いものでは19世紀末から20世紀の初頭に日本に持ち込まれたり、日本国内で生産されたサラブレッドもいた。
しかし豪サラと呼ばれたオーストラリアから輸入した馬の中には血統書がなかったり、紛失した馬がいた。
当時「サラブレッド」は単に「競走で速い馬」を意味しており、サラブレッドとサラブレッドを交配して得たウマはサラブレッドとみなされた。日本国内では1922年に馬籍法が整備されたが、単に品種を登録すればサラブレッドと認められるものであり、祖先の血統の証明までは必要とされていなかった。
しかし、1901年に刊行されたジェネラルスタッドブックで初めてサラブレッドの定義が示され、1913年にはジャージー規則が完成した。これによると、すべての祖先馬が過去に刊行されたジェネラルスタッドブックに遡ることができなければ、サラブレッドとは認められないことになった。それにより過去にサラブレッドとされた馬も、その血統が書面で証明されなければ、サラブレッドではないものとされるようになった。こうした馬や、これらを祖先にもつ馬も日本国内では「サラブレッド（純粋種）ではない」とされ、血統不明の「サラ系」と呼称するようになった。
ジャージー規則によって、アメリカやフランスでも同様の問題が起きた。アメリカやフランス国内では「サラブレッド」とされる馬が、イギリスでは「サラブレッド系」とされた。ジャージー規則は1949年に廃止され、1969年にはさらに緩和されて、必ずしもジェネラルスタッドブックにたどり着かずともサラブレッドと認められる要件が整備された。
また以前はサラブレッドとの交配でアラブ血量が25%を下回ったアングロアラブ馬は「準サラブレッド（準サラとも）」と呼ばれていたが、1974年（昭和49年）6月1日の登録規程の改正により、準サラはサラ系に含まれると見なされ、準サラという品種は廃止された。
なお、日本の在来馬に4代続けてサラブレッド、アラブ馬、アングロアラブ、アラブ系種、サラブレッド系種を配合した仔はサラブレッド系種と認められる（アラブ血量が25%未満の場合）。サラブレッド系種は8代続けてサラブレッドと配合された仔で国際血統書委員会よりサラブレッドと同等の能力を有すると認められた場合は純粋なサラブレッドの扱いとして認められる。しかし国際血統書委員会の審査を受けなければサラブレッドとは認められないため、実際には8代以上続けてサラブレッドを配合されているにもかかわらず審査を受けていないために「サラ系」の称号が消えていないままの馬も見られる（以前は日本の軽種馬協会が独自に「8代続けてサラブレッドと配合されたサラ系の仔はサラブレッドと認める」という基準を示していたが、現在は国際血統書委員会を通さないと認められなくなった。）。この場合、7代続けてサラブレッドと配合され、次にサラブレッドと交配させて生まれた仔がサラブレッドと認められるサラ系繁殖牝馬のことを「ヴィークル・メア」と呼ぶ。
例として、血統書が紛失していたためサラ系とされたミラの子孫のナリタマイスターのファミリーラインを挙げる。
第三ミラから8代続けてサラブレッドが交配され、ナリタマイスターはサラブレッド、その母ヤグラステラはヴィークル・メアと認められた。
- サラ系 *ミラ（1895年生まれ、オーストラリアより輸入。血統不詳）
  - サラ系 第三ミラ（1912年生まれ、父サラ系 第二スプーネー）
    - サラ系 竜玉（1928年生まれ、父サラ *チヤペルブラムプトン）
      - サラ系 安俊（1939年生まれ、父サラ 月友）
        - サラ系 ムールドカール（1947年生まれ、父サラ トキノチカラ）
          - サラ系 ミスカツクモ（1953年生まれ、父サラ *ヴイーノーピユロー）
            - サラ系 ハナカイドウ（1967年生まれ、父サラ *エイトラックス）
              - サラ系 ヤグララナー（1979年生まれ、父サラ *ラナーク）
                - サラ系 ヤグラステラ（1985年生まれ、父サラ *シーホーク）
                  - サラ ナリタマイスター（1993年生まれ、父サラ *サンデーサイレンス）

- シャトレーダンサー - ヴィークル・メアとして国際血統書委員会に承認された馬。この馬の仔の代（ブラウンミッション、ブラウンアゲイン等）からサラブレッドに昇格する。ヒカリデュールの妹の孫にあたる[2]。

また、先祖が全て国際血統書委員会に登録されている馬でも、8代以内に血統不明の馬がいる馬はサラ系とみなす。19世紀中頃以降発祥の比較的歴史の浅い母系（コロニアルナンバーなど）の血を引く馬に見られ、1979年の菊花賞馬ハシハーミットの母系は祖母の代まではサラ系とみなされていた。

## 「サラ系」の烙印
「サラ系」の馬は、明治から昭和中期の頃はレースで強さを見せればさほど問題にはならなかった。これは、競馬開催の目的が、軍馬の改良を主に置いており、血統よりも強く、能力の高い馬こそが重要であり、馬匹改良に役立つと考えられていたからであるが、戦後を迎え、純粋に競馬を目的とした馬産に移行するにともない、サラブレッドにとって「強さより血統」の重要性が認識され、一方サラ系の馬は嫌われた。
牝馬はある程度の競走能力が認められ、仔出しが良ければ、牧場・生産者にとって大切な存在になったが、牡馬の場合は能力以前に種牡馬になると種付けをして生まれた仔が全てサラ系になってしまうため嫌われた。昭和以降ではサラ系で種牡馬として一応成功といえるの実績を残した馬はキタノダイオーなどごく一部で、キタノオー、ヒカルイマイといったダービーや天皇賞などに勝ったウマですら嫌われ、種牡馬としては全くと言っていいほどチャンスを与えられなかった。
結果として、サラ系の馬は消えていった。1970年代までは中央競馬でも条件戦では1レースに1頭くらいはサラ系の馬は見つけられたし、1980年代前半まではグランパズドリームなどクラシック路線に進むサラ系馬も少なくなかったのだが、1980年代以降はほとんど見られなくなっている。しかし実力主義の地方競馬ではサラ系馬も多く見られた。1990年代以降は1920年あたりまでに輸入されたサラ系牝馬から8代前後続けてサラブレッドを交配された時期に来ており、サラブレッドとして認められた牝系が増え始めている。2009年度に登録されているサラ系の繁殖牝馬は僅か6頭に過ぎない。21世紀を迎えた現在でも生き残っているサラ系馬は多くがミラとバウアーストツクの子孫である。
なお、JRAはヒカルイマイやランドプリンスの登場をきっかけに、ミラなどの「豪サラ」と通称されるサラ系の血統を調査するべくオーストラリアに職員を派遣したことがある。しかし、調査時点でも既に70年以上前の古い馬であるために調査も限界があり、結局つきとめられなかった。
また最近、アングロアラブ馬産の壊滅により用途が無くなったアングロアラブ牝馬を活かす、または牧場にとって由緒の深いアラブ系の血統を残すための手段として、アラブ血量が比較的薄い（30%以下）アングロアラブ牝馬にサラブレッド種牡馬を配合して産まれたサラ系馬（準サラ）が再び出現している。
- 例：トライバルジャパン

この馬の場合、母のアラブ血量は26.91%とかなり薄く、サラブレッドを配合された本馬はアラブ血量13.46%のサラ系馬になる。血統の86%以上はサラブレッドだけに、ほぼサラブレッドと変わりない能力も期待しうる。

## 有名なサラブレッド系種の馬
- ミラ - オーストラリアから輸入。血統書が紛失していたためサラ系とされた。1900年春の横濱御賞典などを制している。
- 第二メルボルン - オーストラリアから輸入。血統書が紛失していたためサラ系とされた。1907年春の横濱御賞典馬。
- バウアーストツク - オーストラリアから輸入。血統書に血統不明の馬がいたためサラ系とされたが、最近の研究ではほぼサラブレッドに間違いないということが判明している。
- バイカ - 1904年産まれだが輸入年次は不明であり、血統も不明。仔のバイクワ（繁殖名第三シャエロック）が1923年の函館御賞典を勝ち、その血脈を広めた。
- 宝永 - オーストラリアから輸入。血統が不明であったためサラ系とされた。産駒に4頭の帝室御賞典優勝馬がおり、宝永自身も1914年春の阪神御賞典優勝馬「ホーエイ」ではないかと考えられている。
- ピューアゴールド - 1923年春の東京御賞典優勝馬。牝馬ながら10戦9勝という成績を残し、クリフジが出るまで10戦以上出走馬の最高勝率記録を保持した。宝永の仔。
- バンザイ - 1924年春の東京御賞典優勝馬。宝永の仔。
- カーネーション - 1925年秋の東京御賞典優勝馬。繁殖名「国宝」として第7回東京優駿競走優勝馬スゲヌマを産んだ。宝永の仔。
- コウエイ - 1926年秋の東京御賞典優勝馬。宝永の仔。
- ナスノ - 1929年秋の横濱御賞典優勝馬。祖母が血統不詳であったためサラ系とされた。初代ハクショウとともに、昭和初期を代表する名馬の一頭。
- ワカタカ - 第1回東京優駿大競走に優勝。ミラ系。
- ハセパーク - 第2回帝室御賞典（春）に優勝。
- スゲヌマ - 東京優駿競走と帝室御賞典（春）に優勝。国宝（カーネーション）の仔。
- カイソウ - 1944年東京優駿。軽半（トロッター系）の母系をもっていたためサラ系とされ、種牡馬失格の烙印を押され軍馬となり、名古屋大空襲で行方不明となる。
- ブラウニー - 1947年桜花賞・菊花賞。サラ系馬天の川に遡る。クラシックでは同期のトキツカゼに劣らぬ戦果を挙げたが、血統が災いし繁殖では完敗に終わる。
- ワカクサ - 1952年阪神3歳ステークス・1953年神戸盃など28勝。バイカ系。
- ダイニカツフジ - 1953年朝日チャレンジカップ・1955年 - 1956年京都大障害（秋）。ブラウニーの弟。日本競馬界では貴重な平地と障害の重賞を制した馬。
- ヨシフサ -1955年クモハタ記念、1956年安田賞、南関東競馬で1958年金盃、川崎記念。6代母ホーソーンの父が純血アラブユスーフ、5代母第五ホーソーンの父はアングロアラブの第七ガイヨル。
- セカイオー - 1956年 - 1958年鳴尾記念3連覇。幕末にフランスから寄贈された牝馬・高砂を先祖に持つ。
- キタノオー、キタノヒカリ、キタノオーザ - バウアーストツクの孫。キタノオーとキタノオーザは共に菊花賞を制覇。牝馬のキタノヒカリも兄・キタノオーが制した朝日杯3歳ステークスを制している。
- ダイニコトブキ - 1958年浦和桜花賞、羽田盃、春の鞍（現在の東京ダービー）、秋の鞍（現在の東京大賞典）。1950年代の南関東公営競馬の最強馬の一頭。ミラの末裔。
- ケニイモア - 1958年中山大障害（春・秋）。ブラウニー及びダイニカツフジの妹。姉や兄と違い、血の継続を果たすことが出来た。
- アイテイオー - 1963年優駿牝馬。キタノヒカリの仔。娘のアイテイシローも京都牝馬特別を制している。
- キタノダイオー - キタノヒカリの仔。終始故障に悩まされたが7戦不敗の成績を残し、種牡馬としてもまずまず成功を収めた。
- シーエース - 1967年桜花賞。ミラ系。
- ヒカルイマイ - 1971年皐月賞・東京優駿。ミラ系。種牡馬として北海道から鹿児島県のニルキング牧場へ。同地にて死去。産駒にナンシンミラー・ヒカルロレンスオー。
- ランドプリンス - 1972年皐月賞。ミラの末裔で、テスコボーイ初年度代表産駒でもある。
- イナボレス - 1972年オールカマー・1974年金杯（東）・目黒記念（秋）、1975年愛知杯。走る労働者の異名を持つ。アラブ馬・高砂の末裔である。馬主は旧民社党の国会議員、稲富稜人で、1972年の衆議院選挙の年にも多額の賞金を稼ぎ出した。
- ヒダコガネ - 1973年クイーンステークス。母系を辿ると、豊泉系と呼ばれる日本在来馬の血統に行き着く。
- ハシハーミット- 1979年菊花賞。イースタオー系。
- ヒカリデユール - 1982年有馬記念。同年、サラ系競走馬として初めて年度代表馬に選ばれた。アイテイオーの孫。
- キョウワサンダー - 1984年エリザベス女王杯。キタノヒカリの曾孫。2019年現在までの所、グレード制施行後サラ系で唯一の中央GI競走優勝馬。産駒は1頭しか残せなかった。
- リュウズイショウ - 1984年東海ダービーなど。バイカ系。
- グランパズドリーム - 1986年東京優駿2着。ケニイモアの孫。マイネル軍団総帥岡田繁幸の最初期の持ち馬。父はカブラヤオー。
- コーナンルビー - 1987年帝王賞。セカイオー・イナボレスと同じく、母系はアラブ馬・高砂に遡る。
- ヤグラステラ - 1988年サファイヤステークス、1991年福島記念 産駒は1頭しか残せなかった。ミラの末裔。
- ハクホウクン - 白毛馬。父ハクタイユー（白毛）はサラブレッドだが、母ウインドアポロツサがアングロアラブ。ただし、この馬については、遺伝による白毛馬再現のための配合という実験的な意味合いが小さくない。
- マイネルビンテージ - 2000年京成杯。母系はフロリースカップ系だが、母（マイネセラヴィ）の父がサラ系のグランパズドリーム。岡田繁幸が立ち上げたサラブレッドクラブ・ラフィアンの所有馬である。2019年現在までの所最新のサラ系中央重賞勝ち馬。
- バイオレットマーチ - 2000年和布刈特別。父はリュウズイショウ。
- ハートランドヒリュ - 中央競馬のサラブレッド系種最多出走記録（127戦）。バイカ系。調教中に循環器不全で死亡した。父は高松宮杯、日経新春杯勝ちのランドヒリュウ。
- ツルオカオウジ - 2010年黒潮盃。母の母の父がヒカリデユール。
- ゴーディー - 2012年 2017年サンタアニタトロフィー。母がアングロアラブの活躍馬イケノエメラルド。